# Kultur- und Sportverein Baunatal 1976-1977
Questa voce raccoglie le informazioni riguardanti il Baunatal nelle competizioni ufficiali della stagione 1976-1977.

## Stagione
Nella stagione 1976-1977 il Baunatal, allenato da Peter Velhorn, concluse il campionato di 2. Bundesliga al 15º posto.

## Rosa
| N. |                     | Ruolo | Calciatore        |
| -- | ------------------- | ----- | ----------------- |
|    | Germania (bandiera) | P     | Peter Schüler     |
|    | Germania (bandiera) | P     | Lothar Uhl        |
|    | Germania (bandiera) | D     | Hans-Dieter Diehl |
|    | Germania (bandiera) | D     | Otto Kastl        |
|    | Germania (bandiera) | D     | Georg Patzer      |
|    | Germania (bandiera) | D     | Horst Prantschke  |
|    | Germania (bandiera) | D     | Hans-Adolf Schade |
|    | Germania (bandiera) | D     | Jochem Ziegert    |
|    | Germania (bandiera) | C     | Norbert Fricke    |
|    | Germania (bandiera) | C     | Klaus Ganz        |

| N. |                     | Ruolo | Calciatore         |
| -- | ------------------- | ----- | ------------------ |
|    | Germania (bandiera) | C     | Manfred Grawunder  |
|    | Germania (bandiera) | C     | Horst Kilian       |
|    | Germania (bandiera) | C     | Bernd Lichte       |
|    | Germania (bandiera) | C     | Gerhard Reinbold   |
|    | Germania (bandiera) | A     | Bernd Blacha       |
|    | Germania (bandiera) | A     | Werner Bliska      |
|    | Germania (bandiera) | A     | Siegfried Bronnert |
|    | Germania (bandiera) | A     | Heinz Gerhard      |
|    | Germania (bandiera) | A     | Erhard Hofeditz    |
|    | Germania (bandiera) | A     | Herbert Maciossek  |

## Organigramma societario
Area tecnica
- Allenatore: Peter Velhorn
- Allenatore in seconda:
- Preparatore dei portieri:
- Preparatori atletici:

## Calciomercato

### Sessione estiva
| Acquisti | Acquisti          | Acquisti               | Acquisti |
| R.       | Nome              | da                     | Modalità |
| -------- | ----------------- | ---------------------- | -------- |
| A        | Bernd Blacha      | Hessen Kassel          |          |
| D        | Hans-Dieter Diehl | Kaiserslautern         |          |
| C        | Manfred Grawunder | Eintracht Braunschweig |          |
| D        | Otto Kastl        | Hessen Kassel          |          |
| D        | Jochem Ziegert    | Hessen Kassel          |          |

| Cessioni | Cessioni | Cessioni | Cessioni |
| R.       | Nome     | a        | Modalità |
| -------- | -------- | -------- | -------- |

### Sessione invernale
| Acquisti | Acquisti | Acquisti | Acquisti |
| R.       | Nome     | da       | Modalità |
| -------- | -------- | -------- | -------- |

| Cessioni | Cessioni | Cessioni | Cessioni |
| R.       | Nome     | a        | Modalità |
| -------- | -------- | -------- | -------- |

## Risultati

### 2. Bundesliga

#### Girone di andata
| Arbitro: | Kettenbach |

|                   |           |  |
| Hofeditz 81’, 88’ | Marcatori |  |

| Arbitro: | Ulm |

|                               |           |  |
| Michl 2’ Fichtner 9’ Zapf 36’ | Marcatori |  |

| Arbitro: | Nickel |

|                                 |           |                       |
| Bronnert 11’ (rig.) Ziegert 35’ | Marcatori | 19’ Sturz 45’ Nüssing |

| Arbitro: | Stumpf |

|                       |           |                     |
| Emmerich 15’ Lömm 16’ | Marcatori | 51’ (rig.) Bronnert |

| Arbitro: | Nützel |

|                                                              |           |  |
| Theis 24’, 43’, 70’ Bastrup 56’, 73’ Cajkovski 65’ Skala 82’ | Marcatori |  |

| Arbitro: | Kalenborn |

|                                                    |           |                           |
| Ganz 11’, 46’ Bronnert 44’ (rig.) Ziegert 54’, 66’ | Marcatori | 48’ Ruhs 70’ (rig.) Watzl |

| Arbitro: | Joos |

|                         |           |  |
| Schlief 11’ Riemann 79’ | Marcatori |  |

| Arbitro: | Röder |

|                                              |           |                      |
| Maciossek 21’, 72’ Reinbold 42’ Bronnert 60’ | Marcatori | 9’ Holoch 41’ Renner |

| Arbitro: | Drescher |

|                             |           |              |
| Engel 3’ (rig.) Metzler 85’ | Marcatori | 45’ Hofeditz |

| Arbitro: | Dellwing |

|                                |           |                                 |
| Hofeditz 60’ (rig.) Patzer 65’ | Marcatori | 42’ Weinkauff 90’ Kohlenbrenner |

| Arbitro: | Vielsack |

|                                  |           |                                     |
| Brand 40’ Größler 65’ Breuer 77’ | Marcatori | 21’, 29’, 81’ Hofeditz 51’ Bronnert |

| Arbitro: | Clajus |

|                          |           |                      |
| Bronnert 24’ (rig.), 58’ | Marcatori | 29’ Hilkes 35’ Grimm |

| Arbitro: | Dölfel |

|                               |           |                        |
| Bechtold 17’, 66’ Drexler 62’ | Marcatori | 72’ Maciossek 86’ Ganz |

| Arbitro: | Kalenborn |

|                                 |           |  |
| Grawunder 30’, 77’ Reinbold 73’ | Marcatori |  |

| Arbitro: | Niebergall |

|                    |           |                         |
| Bauer 10’ Heck 39’ | Marcatori | 4’ Lichte 69’ Grawunder |

| Arbitro: | Hontheim |

|                     |           |            |
| Maciossek 2’ (rig.) | Marcatori | 78’ Birner |

| Arbitro: | Ross |

|                                     |           |              |
| Hitzfeld 3’ Hadewicz 56’ Martin 80’ | Marcatori | 10’ Reinbold |

| Kassel 4 dicembre 1976 18ª giornata | Baunatal | 0 – 0 referto | Homburg | Auestadion (8 000 spett.)\| Arbitro: \| Clajus \| |
| Arbitro:                            | Clajus   |               |         |                                                   |

| Völklingen 11 dicembre 1976 19ª giornata | Röchling Völklingen | 0 – 0 referto | Baunatal | Hermann-Neuberger-Stadion (1 000 spett.)\| Arbitro: \| Blum \| |
| Arbitro:                                 | Blum                |               |          |                                                                |

#### Girone di ritorno
| Arbitro: | Scheffner |

|                        |           |              |
| Falter 17’ Metzger 46’ | Marcatori | 63’ Hofeditz |

| Arbitro: | Huster |

|               |           |             |
| Maciossek 21’ | Marcatori | 80’ Lippert |

| Arbitro: | Dahler |

|                                                            |           |           |
| Walitza 15’, 29’ (rig.), 52’ Lieberwirth 49’ Majkowski 75’ | Marcatori | 8’ Patzer |

| Arbitro: | Joos |

|                                                           |           |              |
| Hofeditz 2’, 56’ Maciossek 60’ Reinbold 87’ Grawunder 89’ | Marcatori | 90’ Emmerich |

| Arbitro: | Dellwing |

|  |           |                                       |
|  | Marcatori | 28’ Blechschmidt 75’ Bitz 90’ Bastrup |

| Ratisbona 19 febbraio 1977 25ª giornata | Jahn Ratisbona | 0 – 0 referto | Baunatal | Jahnstadion (1 500 spett.)\| Arbitro: \| Haselberger \| |
| Arbitro:                                | Haselberger    |               |          |                                                         |

| Arbitro: | Kollmann |

|                                                       |           |                                              |
| Maciossek 18’ Bronnert 19’, 66’ Ganz 47’ Hofeditz 67’ | Marcatori | 33’ Riemann 59’, 89’ Bauerkämper 65’ Histing |

| Arbitro: | Walther |

|                                 |           |          |
| Hoffmann 4’ Redl 53’ Holoch 76’ | Marcatori | 16’ Ganz |

| Kassel 6 marzo 1977 28ª giornata | Baunatal | 0 – 0 referto | FSV Francoforte | Auestadion (6 000 spett.)\| Arbitro: \| Schumann \| |
| Arbitro:                         | Schumann |               |                 |                                                     |

| Arbitro: | Karr |

|                         |           |                                                         |
| Scherer 14’ Rudloff 79’ | Marcatori | 16’ Ganz 32’ Ziegert 47’ Bliska 53’ Hofeditz 83’ Blacha |

| Arbitro: | Treib |

|  |           |                                    |
|  | Marcatori | 15’, 69’ Brand 20’ Horn 22’ Breuer |

| Arbitro: | Stumpf |

|                        |           |  |
| Grimm 20’ Heinlein 64’ | Marcatori |  |

| Arbitro: | Nützel |

|                                  |           |               |
| Hofeditz 32’ Bronnert 62’ (rig.) | Marcatori | 15’ Cestonaro |

| Arbitro: | Klauser |

|                        |           |                             |
| Novkovic 33’ Marek 41’ | Marcatori | 5’, 36’ Hofeditz 89’ Patzer |

| Arbitro: | Ferro |

|                        |           |                           |
| Patzer 84’ Ziegert 86’ | Marcatori | 31’ Lachmann 80’ Schüßler |

| Arbitro: | Luca |

|                       |           |              |
| Aumeier 62’, 85’, 89’ | Marcatori | 33’ Bronnert |

| Arbitro: | Therre |

|  |           |                                                  |
|  | Marcatori | 10’ Hoeneß 20’, 44’ Jank 55’ Ohlicher 82’ Martin |

| Arbitro: | Fleischer |

|                                         |           |            |
| Müller 57’ Lenz 80’ (rig.) Detterer 90’ | Marcatori | 32’ Bliska |

| Arbitro: | Frickel |

|                                      |           |            |
| Hofeditz 11’, 35’ Maciossek 65’, 72’ | Marcatori | 56’ Martin |

## Statistiche

### Statistiche di squadra
| Competizione  | Punti | In casa | In casa | In casa | In casa | In casa | In casa | In trasferta | In trasferta | In trasferta | In trasferta | In trasferta | In trasferta | Totale | Totale | Totale | Totale | Totale | Totale | DR  |
| Competizione  | Punti | G       | V       | N       | P       | Gf      | Gs      | G            | V            | N            | P            | Gf           | Gs           | G      | V      | N      | P      | Gf     | Gs     | DR  |
| ------------- | ----- | ------- | ------- | ------- | ------- | ------- | ------- | ------------ | ------------ | ------------ | ------------ | ------------ | ------------ | ------ | ------ | ------ | ------ | ------ | ------ | --- |
| 2. Bundesliga | 33    | 19      | 8       | 8       | 3       | 40      | 33      | 19           | 3            | 3            | 13           | 24           | 49           | 38     | 11     | 11     | 16     | 64     | 82     | -18 |
| Totale        | 33    | 19      | 8       | 8       | 3       | 40      | 33      | 19           | 3            | 3            | 13           | 24           | 49           | 38     | 11     | 11     | 16     | 64     | 82     | -18 |

### Andamento in campionato
| Giornata  | 1 | 2  | 3  | 4  | 5  | 6  | 7  | 8  | 9  | 10 | 11 | 12 | 13 | 14 | 15 | 16 | 17 | 18 | 19 | 20 | 21 | 22 | 23 | 24 | 25 | 26 | 27 | 28 | 29 | 30 | 31 | 32 | 33 | 34 | 35 | 36 | 37 | 38 |
| --------- | - | -- | -- | -- | -- | -- | -- | -- | -- | -- | -- | -- | -- | -- | -- | -- | -- | -- | -- | -- | -- | -- | -- | -- | -- | -- | -- | -- | -- | -- | -- | -- | -- | -- | -- | -- | -- | -- |
| Luogo     | C | T  | C  | T  | T  | C  | T  | C  | T  | C  | T  | C  | T  | C  | T  | C  | T  | C  | T  | T  | C  | T  | C  | C  | T  | C  | T  | C  | T  | C  | T  | C  | T  | C  | T  | C  | T  | C  |
| Risultato | V | P  | N  | P  | P  | V  | P  | V  | P  | N  | V  | N  | P  | V  | N  | N  | P  | N  | N  | P  | N  | P  | V  | P  | N  | V  | P  | N  | V  | P  | P  | V  | V  | N  | P  | P  | P  | V  |
| Posizione | 1 | 12 | 12 | 13 | 17 | 13 | 16 | 13 | 15 | 15 | 14 | 13 | 15 | 15 | 15 | 14 | 14 | 15 | 13 | 13 | 13 | 15 | 13 | 15 | 15 | 15 | 15 | 15 | 13 | 15 | 16 | 15 | 14 | 14 | 15 | 16 | 16 | 15 |

Legenda:

Luogo: C = Casa; T = Trasferta. Risultato: V = Vittoria; N = Pareggio; P = Sconfitta.

### Statistiche dei giocatori
| B. Blacha     | 16 | 1  | 1 | 0 |
| W. Bliska     | 32 | 2  | 1 | 0 |
| S. Bronnert   | 31 | 11 | 5 | 1 |
| H. Diehl      | 26 | 0  | 2 | 0 |
| N. Fricke     | 5  | 0  | 0 | 0 |
| K. Ganz       | 26 | 6  | 0 | 0 |
| H. Gerhard    | 1  | 0  | 0 | 0 |
| M. Grawunder  | 38 | 4  | 3 | 0 |
| E. Hofeditz   | 38 | 17 | 4 | 0 |
| O. Kastl      | 33 | 0  | 4 | 0 |
| H. Kilian     | 1  | 0  | 0 | 0 |
| B. Lichte     | 18 | 1  | 0 | 0 |
| H. Maciossek  | 25 | 9  | 5 | 0 |
| G. Patzer     | 25 | 4  | 3 | 0 |
| H. Prantschke | 27 | 0  | 6 | 0 |
| G. Reinbold   | 34 | 4  | 2 | 0 |
| H. Schade     | 35 | 0  | 7 | 0 |
| P. Schüler    | 26 | 0  | 1 | 0 |
| L. Uhl        | 12 | 0  | 0 | 0 |
| J. Ziegert    | 29 | 5  | 5 | 1 |